# هلال باكستان
هلال باكستان هي ثاني أعلى جائزة مدنية (في التسلسل الهرمي) لجمهورية باكستان الإسلامية. تهدف الجائزة إلى تكريم الأشخاص الذين قدموا مساهمة جديرة بالاهتمام في المصالح الوطنية لباكستان، أو مساهمة ثقافية أو اجتماعية أو غيرها من المساعي العامة أو الخاصة المهمة ولا تقتصر الجائزة على المواطنين الباكستانيين. وعلى الرغم من أنها جائزة مدنية، إلا أنه يمكن منحها أيضًا للمواطنين الأجانب. ويمنحها رئيس باكستان مرة كل عام عشية عيد الاستقلال.

## تاريخ
ظهرت جائزة هلال باكستان وغيرها من الجوائز المدنية بعد استقلال باكستان في 23 مارس 1956. ومع ذلك، تم إنشاء الجوائز المدنية بما في ذلك هلال باكستان في 19 مارس 1957 بموجب المادة 259 (2) من دستور باكستان وقانون الأوسمة لعام 1975. هلال باكستان هي ثاني أعلى جائزة مدنية، منحت لأول مرة لرئيس قضاة المحكمة العليا في دكا أمين أحمد.

## سياسة
يمنح رئيس باكستان الجوائز المدنية بموجب المادة 259 (2) من دستور 1973 والأوسمة بموجب المادة 1975 تقديرًا للمساهمة الجديرة بالتقدير والتفاني لباكستان.

## أبرز الحاصلين على الجائزة
| السنة | الصورة | الاسم                              | البلد            | ملاحظات |
| ----- | ------ | ---------------------------------- | ---------------- | --- |
| -     |        | محمد أيوب خان                      | باكستان          | مُنحت له الجائزة من قبل ذو الفقار علي بوتو تقديرًا لدوره الرئيسي كمتحدث باسم الأمم المتحدة.                                                                                 |
| -     |        | أختر حميد خان                      | باكستان          | مُنحت له الجائزة تقديراً لدوره في التنمية الأكاديمية والجتماعية. |
| 1957  |        | أمين أحمد                          | باكستان          | مُنحت له من قبل إسكندر ميرزا تقديرًا لخدماته الجديرة بالتقدير. |
| 1958  |        | عبد الواحد ادمجي [الإنجليزية]      | باكستان          | مُنح له من قبل إسكندر ميرزا تقديرًا لدوره الهام في التنمية الاقتصادية والصناعية في باكستان.                                                                                 |
| 1967  |        | ألفين روبرت كورنيليوس [الإنجليزية] | باكستان          | مُنح له من قبل أيوب خان تقديراً لمساهمته الجديرة بالتقدير في المصلحة الوطنية الباكستانية.                                                                                   |
| 1983  |        | رونالد سبيرز                       | الولايات المتحدة | منحت له الجائزة من قبل محمد ضياء الحق تقديراً لجهوده في تعزيز العلاقات الودية بين باكستان والولايات المتحدة.                                                               |
| 1989  |        | روت بفاو                           | ألمانيا          | مُنحت لها من قبل غلام إسحاق خان تقديرًا لدورها الهام في السيطرة على/القضاء على تفشي مرض الجذام في باكستان.                                                                  |
| 1995  |        | جيرالد كوفمان [الإنجليزية]         | المملكة المتحدة  | منحت له الجائزة من قبل فاروق ليغاري بناءً على توصيات بينظير بوتو تقديراً لمساهمته في العلاقات الدبلوماسية الباكستانية.                                                      |
| 2005  |        | نهيان بن مبارك آل نهيان            | الإمارات         | منحت له الجائزة من برويز مشرف تقديراً لتعزيز العلاقات الاقتصادية بين باكستان والإمارات العربية المتحدة.                                                                    |
| 2005  |        | سيف الإسلام القذافي                | ليبيا            | منحت له الجائزة من قبل شوكت عزيز تقديراً لتعزيز العلاقات الاقتصادية بين باكستان وليبيا.                                                                                    |
| 2006  |        | ريان كروكر                         | الولايات المتحدة | مُنحت له من قبل برويز مشرف تقديراً لجهوده في دعم باكستان خلال زلزال عام 2005.                                                                                               |
| 2008  |        | حمدان بن زايد آل نهيان             | الإمارات         | مُنحت له من قبل برويز مشرف تقديرًا لتقديم الخدمات لباكستان. |
| 2008  |        | جو بايدن                           | الولايات المتحدة | منحت له الجائزة من قبل آصف علي زرداري تقديراً لتحسين الاقتصاد في باكستان.                                                                                                  |
| 2010  |        | أحمد فاراز                         | باكستان          | مُنحت له بعد وفاته من قبل آصف علي زرداري تقديراً لمساهمته في الشعر والأدب.                                                                                                  |
| 2011  |        | رونالد نوبل                        | الولايات المتحدة | مُنحت من قبل آصف علي زرداري تقديراً لجهوه في دعم باكستان لهيئة الشرطة العالمية.                                                                                             |
| 2012  |        | يانغ جيتشي                         | الصين            | منحت له الجائزة من قبل آصف علي زرداري تقديراً لجهوده في تعزيز العلاقات الخارجية بين باكستان والصين.                                                                        |
| 2012  |        | ماها تشاكرى سيريندهورن             | تايلاند          | منحت لها الجائزة من قبل آصف علي زرداري. |
| 2014  |        | إيرينا بوكوفا                      | بلغاريا          | مُنحت لها الجائزة من قبل سيد محمود قريشي تقديراً لجهودها في تعزيز التراث الثقافي لباكستان و"المساعدة أثناء الكوارث الطبيعية".                                               |
| 2015  |        | مهريبان علييفا                     | أذربيجان         | مُنحت لها الجائزة من قبل سيد محمود قريشي تقديراً لمبادراتها لإنشاء مدرسة حديثة جديدة في باكستان بعد زلزال كشمير عام 2005.                                                   |
| 2015  |        | وانغ يي                            | الصين            | منحت له الجائزة من قبل شاه محمود قريشي تقديراً لجهوده في تحسين العلاقات بين باكستان والصين.                                                                                |
| 2019  |        | منصور بن زايد آل نهيان             | الإمارات         | منحت له الجائزة من قبل عارف علوي تقديراً لـ "الدعم الذي قدمته دولة الإمارات لباكستان في المجالات الإنسانية والتنموية.                                                      |
| 2019  |        | شاوشي [الإنجليزية]                 | الصين            | منحت له الجائزة من قبل سفيرة باكستان لدى الصين نغمانا الامجير هاشمي، تقديرًا لجهوده في دعم مشروع الحزام والطريق الرائد.                                                    |
| 2019  |        | إسماعيل كهرمان                     | تركيا            | منحت له الجائزة من قبل عارف علوي تقديراً لدوره الهام في تعزيز العلاقات بين باكستان وتركيا.                                                                                 |
| 2020  |        | مولود جاويش أوغلو                  | تركيا            | منحت له الجائزة من قبل عارف علوي. |
| 2021  |        | فولكان بوزكر                       | تركيا            | منحت له من قبل عارف علوي بصفته رئيسًا للجمعية العامة للأمم المتحدة لخدماته المتميزة في مجال السلام والأمن الدوليين والتنمية المستدامة.                                     |
| 2022  |        | بيل جيتس                           | الولايات المتحدة | في أول زيارة له على الإطلاق إلى إسلام أباد، باكستان والتي استغرقت يومًا واحدًا، حصل جيتس على الجائزة من عارف علوي لمساهمته في القضاء على مرض شلل الأطفال المعدي في باكستان. |
|       |        | هي لافانغ [الإنجليزية]             | الصين            | [ 40 ] |
|       |        | خالد بن سلمان آل سعود              | السعودية         | [ 40 ] |